# Sinnesorgan
| Ögat och örat är två av människans sinnesorgan. |  | Ögat och örat är två av människans sinnesorgan. |
| Ögat och örat är två av människans sinnesorgan. |  |                                                 |

Sinnesorgan är receptororgan (mottagningsorgan) som ger information till nervsystemen hos djur, angående förändringar i den yttre och inre miljön. Informationen tas upp av särskilda sinnesceller. Människan har fem (yttre) sinnesorgan, men vissa djur har fler eller andra sorters sinnesorgan.

## Beskrivning
Så kallade sinnesceller eller receptorer i sinnesorganen reagerar på olika sorters retningar. Retningen som innehåller information, omvandlas till elektriska signaler, vilka förs vidare som nervimpulser som med hjälp av nerver vidarefordras till nervsystemet. Nervsystemet bearbetar informationen och sänder signaler till hjärnan. Sinnesorganets funktion är att skydda sinnescellerna, samt att se till att cellerna får retningarna.

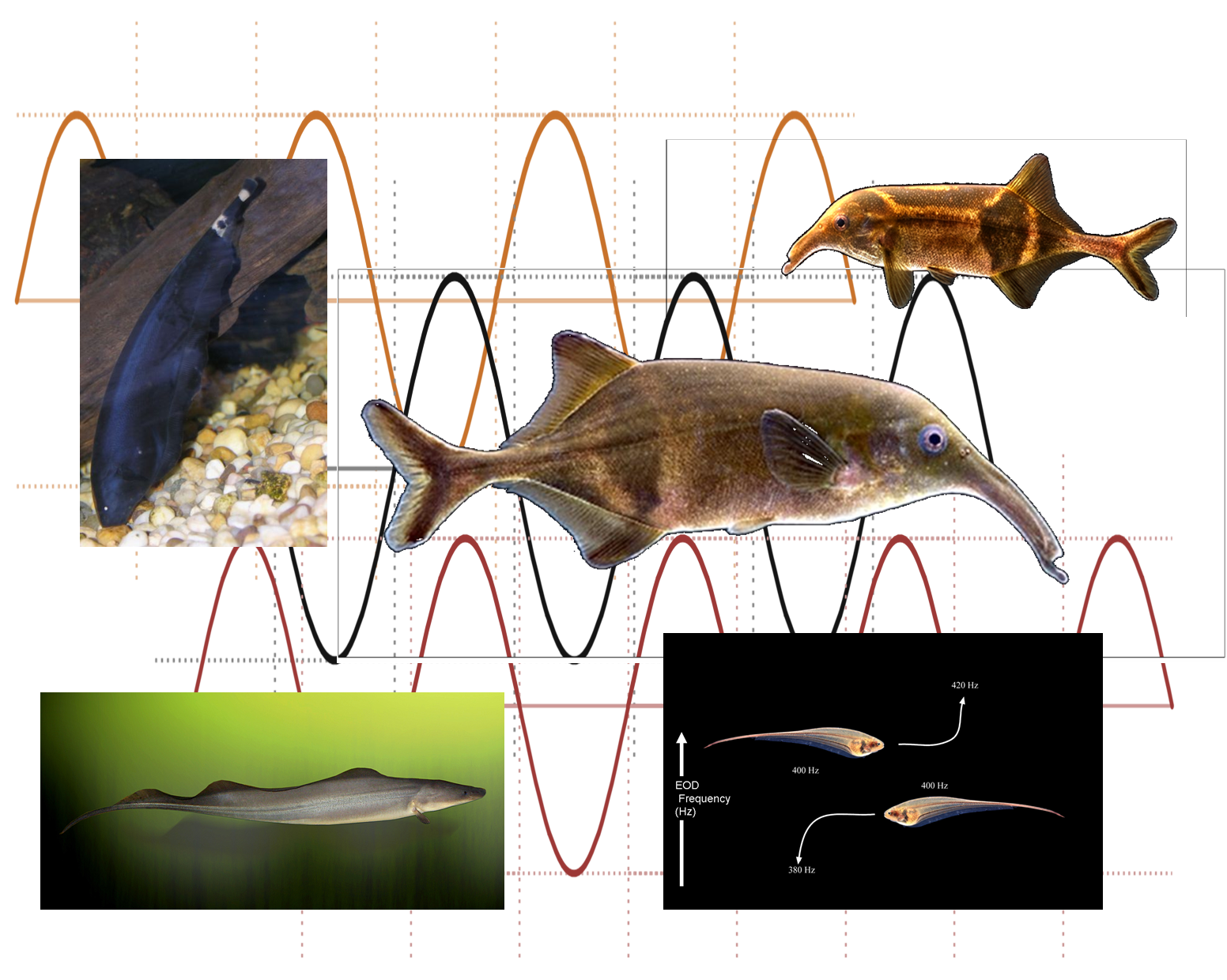
Flera sorters fiskar kan kommunicera med hjälp av elektricitet.

Sinnesceller finns av olika sorter. De kan vara:
- fotoreceptorer – är särskilt ljuskänsliga; exempel: stavar och tappar i ögonen)
- kemoreceptorer – i smak- och luktorganen samt i vissa blodkärl
- mekanoreceptorer – i balans- och hörselorgan, reagerar på tryck, beröring och vibrationer
- elektroreceptorer – uppfattar skillnader i elektrisk potential
- termoreceptorer – känner av temperaturförändringar

## Olika sinnesorgan
Människan har fem (yttre) sinnesorgan. Dessa är:
- ögon, för ljus och färg
- öron, för ljud
- näsan, för lukt
- tungan, för smaksinnet
- hudens känselreceptorer, för känsel (temperatur, beröring, vibrationer, smärta och tryck)

Andra djurs sinnesorgan kan uppfatta saker som inte mänskliga sinnesorgan klarar av att uppfatta. Fiskar kan med hjälp av elektriska organ känna elektriska fält, och med hjälp av sidolinjeorganet kan de uppfatta vattenströmningar. Olika sorters insekter har ögon som kan uppfatta andra våglängder; de kan som färg se UV-ljus och se skillnad på polariserat ljus och vanligt ljus. Fladdermöss kan med hjälp av ekolokalisering uppfatta höga toner, vilket även vissa nattfjärilar kan. Hundar, hjortdjur och insekter har kemoreceptorer som – i jämförelse med hos människan – är mycket känsliga för feromoner och andra doftämnen. Groporgan finns hos vissa ormar, och med hjälp av dem kan de uppfatta infraröd strålning.
De flesta sensoriska nerver kopplas om i olika delar av talamus, där ett nytt neuron för informationen till hjärnbarken.

## Källhänvisningar
1. 1 2 3 4  Afzelius, Björn/Fänge, Ragnar: "sinnesorgan". NE.se. Läst 3 januari 2015.
2. ↑  ”Sinnesorganen”. Sjukvårdstolkning, Härnösands folkhögskola. Arkiverad från originalet den 6 mars 2014. https://web.archive.org/web/20140306034152/http://www.folkbildning.net/sjukvardstolkning/m2_9.htm. Läst 16 juli 2010.